# Timothy Freyer

Wappen von Timothy Edward Freyer

Timothy Edward Freyer (* 13. Oktober 1963 in Los Angeles, USA) ist ein US-amerikanischer Geistlicher und römisch-katholischer Weihbischof in Orange in California.

## Leben
Timothy E. Freyer empfing am 10. Juni 1989 das Sakrament der Priesterweihe für das Bistum Orange in California.
Am 23. November 2016 ernannte ihn Papst Franziskus zum Titularbischof von Strathernia und zum Weihbischof in Orange in California.